# Tolfta
Tolfta is een plaats in de gemeente Tierp in het landschap Uppland en de provincie Uppsala län in Zweden. De plaats heeft 102 inwoners (2005) en een oppervlakte van 22 hectare.